# 費恩蘭 (阿拉巴馬州)
費恩蘭（英語：Fernland）是一個位於美國阿拉巴馬州莫比爾縣的非建制地區。該地的面積和人口皆未知。

## 地理
費恩蘭的座標為30°29′00″N 88°17′35″W / 30.48333°N 88.29306°W，而該地的平均海拔高度為34米（即112英尺）。